# 東三河看護専門学校
東三河看護専門学校（ひがしみかわかんごせんもんがっこう）とは、愛知県豊橋市にある社会医療法人明陽会が運営する私立専修学校である。

## 特徴
明陽会グループとして実習病院、成田記念病院（同校に隣接）・明陽苑（老人保健施設）をもっており、充実した実習を学ぶ事ができる。

## 教育理念
『豊かな人間性を基盤として、進展する保健・医療・福祉に貢献でき、科学的思考に基づく知識、技術を身につけた看護実践者の育成をめざす。』

## 教育目的
本校は、教育基本法の精神に則り、学校教育法及び保健師助産師看護師法に基づき、豊かな人間性を養い、看護に必要な知識・技術を修得し、社会に貢献できる人材の育成を目的とする。

## 略歴
- 昭和58年 - 明陽会理事会の決議により看護学校創設に向けて運営開始。
- 昭和62年 - 明陽会本部に看護学校（2年課程）の設立準備室が設置　明陽会理事会にて、公式名称を東三河看護専門学校とする。
- 平成2年7月 - 設置・施設設備申請書提出。
- 平成3年1月 - 厚生省審議会審査より開学・開校申請に対し承認される。
- 平成3年2月 - 羽根井本町・現在地に校舎竣工。
- 平成3年2月 - 第1回入学試験。
- 平成3年4月8日 - 開学式・第1回生入学。
- 平成7年3月2日 - 専門士（医療専門士課程）の称号授与。
- 平成10年8月 - 2年課程カリキュラム改正に伴う在宅看護論実習室等、増改築実施。
- 平成10年10月 - 第1回課程変更に伴う準備会議開催。
- 平成11年1月 - 厚生省・愛知県に課程変更計画書提出。
- 平成12年7月 - 課程変更申請書を提出。
- 平成12年12月 - 厚生省審議会より課程変更申請に対し、承認される。
- 平成13年4月 - 3年課程第1回入学生。
- 平成14年7月 - オープンキャンパス開始。
- 平成15年3月 - 研修旅行（中国）にて国際交流。
- 平成16年3月 - 第11回生（3年課程）卒業 / 研修旅行（韓国）にて国際交流。
- 平成17年8月 - 看護実習室等拡張工事終了。
- 平成19年6月 - 男子学生入学に伴う学則変更。
- 平成19年8月 - 男子学生入学に伴う校舎改築。
- 平成19年10月 - 社会人入試実施。
- 平成20年4月 - 男女共学となる。
- 平成23年2月 - 創立20周年記念式典。

## 年間行事
- 4月 - 入学式・オリエンテーション
- 6月 - 防犯講話
- 7月 - 体験合宿 海外研修
- 8月 - オープンキャンパス
- 9月 - 看護研究（ケーススタディ）
- 10月 - 学校祭
- 11月 - 戴帽式
- 12月 - 防災訓練
- 2月 - 看護師国家試験
- 3月 - 卒業式

## 構成学科
- 看護科（全日制3年課程）

## 取得できる資格・免許状
- 看護師国家試験受験資格
- 専門士（医療専門課程）の称号
- 保健師学校・助産師学校受験資格
- 4年制大学編入学受験資格

## 所在地
- 〒441-8029：愛知県豊橋市羽根井本町133番地の4

## 交通機関
- JR東海道本線・飯田線・名鉄名古屋本線 豊橋駅より徒歩で約10分。
- 豊橋駅西口から豊鉄バス：牟呂線（築地橋経由・往完町経由）または神野ふ頭線にて「成田記念病院前」バス停下車。